# کاسپوجیو
کاسپوجیو (به ایتالیایی: Caspoggio) یک کومونه در ایتالیا است که در استان سوندریو واقع شده‌است.

## خصوصیات
کاسپوجیو ۶٫۸ کیلومترمربع مساحت و ۱٬۵۸۵ نفر جمعیت دارد و ۱٬۰۹۸ متر بالاتر از سطح دریا واقع شده‌است.